# Maler und Werk

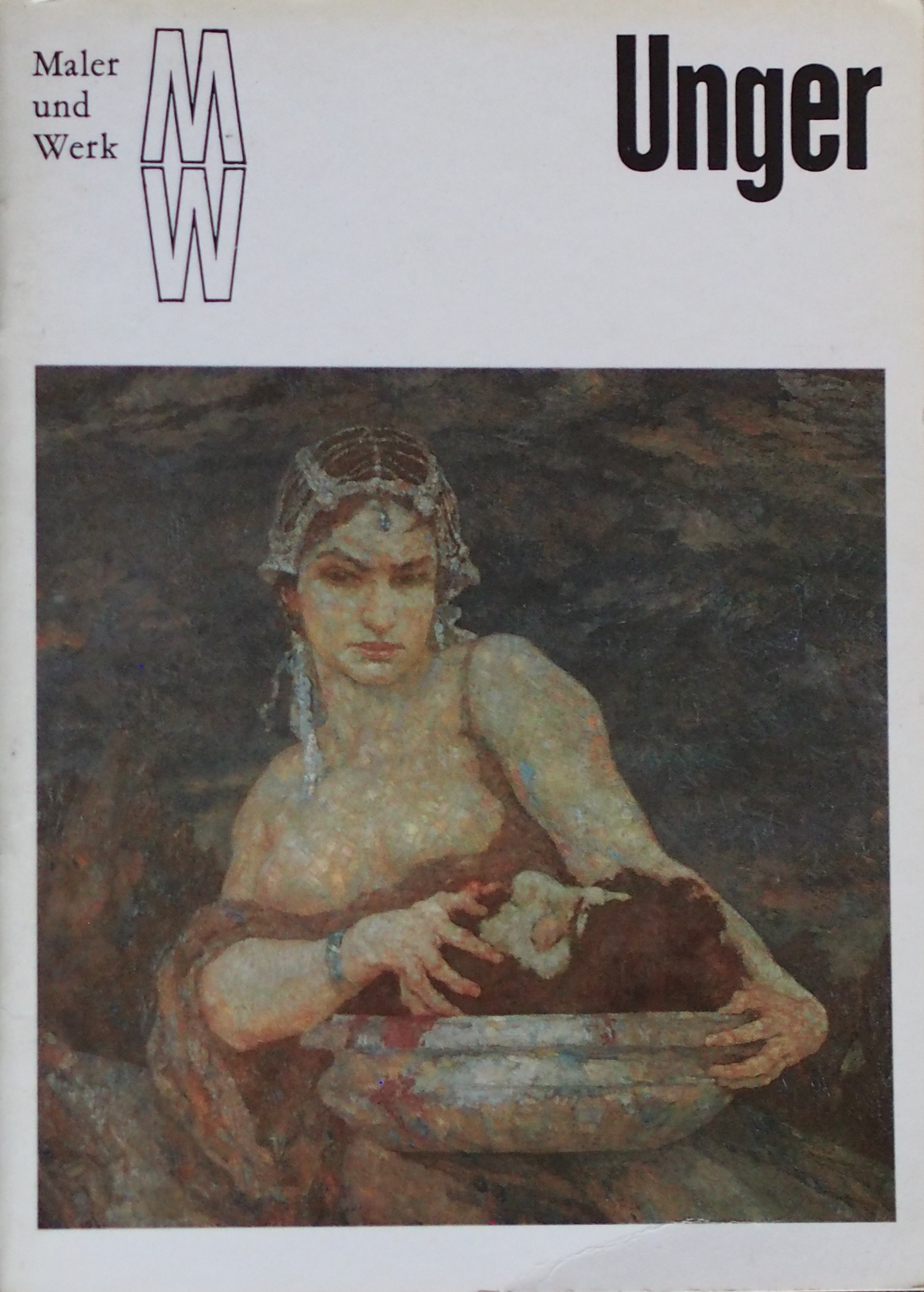
Einband des Bandes Hans Unger, verfasst von Hans-Günther Hartmann. 1989

Maler und Werk war eine Reihe von Künstlermonographien im Verlag der Kunst Dresden, die von 1970 bis 1990 erschien. In der Reihe wurden Künstler aller Epochen und Stilrichtungen vorgestellt, einschließlich der zeitgenössischen Maler. Damit sollte die Beschäftigung mit Kunstgeschichte gefördert und das Interesse zu Fragen der bildenden Kunst geweckt werden. Die Spanne reichte von Giotto bis  Kurt Schwitters. Jede Broschüre im Format 12 × 16,5 cm enthielt 32 Seiten, davon 16 Seiten Fotobildtafeln, die zur Hälfte farbig bedruckt waren. Im Textteil wurde die Entwicklung des Künstlers beschrieben und in einer Tabelle seine Lebensdaten dargestellt. Bekenntnisse und Äußerungen des jeweiligen Künstlers wurden in einem gesonderten Abschnitt veranschaulicht. Die Essays bewegten sich auf dem aktuellen Stand der Forschung. Sie leisteten zuweilen einen entscheidenden Beitrag zur Anerkennung vergessener Werke (Carl Bantzer, Otto Gussmann, Hermann Lange, Artur Moritz, Wilhelm Dodel und andere) beziehungsweise brachten aktuelle Positionen zeitgenössischer Künstler erstmals einem größeren Publikum nahe (beispielsweise Dieter Goltzsche, Hans Vent, Herta Günther). Autoren waren namhafte Kunstwissenschaftler und Museologen der DDR. Satz und Druck sowie die Bindearbeit der Broschüren erfolgten in der Druckerei der Volksstimme Magdeburg. Mit einem niedrigen stabilen Verkaufspreis von 2 Mark waren die Kunsthefte bei guter Verarbeitung für jeden erschwinglich und fanden weite Verbreitung.

## Übersicht
| Künstler                          | Autoren                   | Erscheinungsjahr | DNB           |
| --------------------------------- | ------------------------- | ---------------- | ------------- |
| Alfred Ahner                      | Helmut Scherf             | 1979             | DNB 790413787 |
| Albrecht Altdorfer                | Wolfgang Hütt             | 1976             | DNB 770199178 |
| Rudolf Austen                     | Peter Romanus             | 1985             | DNB 870165542 |
| Carl Bantzer                      | Hellmuth Heinz            | 1981             | DNB 820609919 |
| Tina Bauer-Pezellen               | Jutta Penndorf            | 1987             | DNB 871229307 |
| Paul Baum                         | Herbert Wotte             | 1985             | DNB 870165313 |
| Max Beckmann                      | Horst Jähner              | 1973             | DNB 740114107 |
| Bernardo Bellotto                 | Angelo Walther            | 1986             | DNB 860817091 |
| Rudolf Bergander                  | Artur Dänhardt            | 1978             | DNB 790206919 |
| Meister Bertram                   | Ingrid Möller             | 1983             | DNB 840493088 |
| Johannes Beutner                  | Fritz Löffler             | 1987             | DNB 871239973 |
| Bruno Beye                        | Jörg-Heiko Bruns          | 1990             | DNB 910255644 |
| Tom Beyer                         | Horst Zimmermann          | 1978             | DNB 790005646 |
| Witold Bjalynizki-Birulja         | Elena Aladowa             | 1987             | DNB 871240076 |
| Carl Blechen                      | Hans-Joachim Neidhardt    | 1983             | DNB 840064195 |
| Arnold Böcklin                    | Peter Betthausen          | 1975             | DNB 760165599 |
| Gerhard Bondzin                   | Manfred Altner            | 1985             | DNB 870165534 |
| Sandro Botticelli                 | Dieter Gleisberg          | 1975             | DNB 760165602 |
| Eugène Boudin                     | Natalia Kardinar          | 1985             | DNB 870165364 |
| Marianne Britze                   | Martin Schmidt            | 1990             | DNB 910255636 |
| Adriaen Brouwer                   | Ingrid Wenzkat            | 1979             | DNB 800207718 |
| Pieter Breughel d. Ä.             | Albrecht Dohmann          | 1980             | DNB 800521021 |
| Hans Burkmair                     | Reinhard Alex             | 1976             | DNB 770278981 |
| Rosalba Carriera                  | Angelo Walther            | 1984             | DNB 850284384 |
| Carl Gustav Carus                 | Elmar Jansen              | 1986             | DNB 870687271 |
| Henri H. Catargi                  | Stefan I. Nenitescu       | 1975             | DNB 760130604 |
| Marko Čelebonović                 | Oto Bihalji-Merin         | 1984             | DNB 850121302 |
| Paul Cézanne                      | Peter Feist               | 1970             | DNB 740529641 |
| Jean-Baptiste Simeon Chardin      | Renate Hartleb            | 1981             | DNB 820679089 |
| Mikalojus Konstantinas Čiurlionis | Jörg Makarinus            | 1988             | DNB 890093024 |
| Gustave Courbet                   | Henry Schumann            | 1975             | DNB 760165610 |
| Lucas Cranach d. Ä.               | Ernst Ullmann             | 1974             | DNB 200292102 |
| Charles Crodel                    | Wolfgang Hütt             | 1981             | DNB 810805138 |
| Jutta Damme                       | Ingrid Beyer              | 1990             | DNB 910255628 |
| Honoré Daumier                    | Rudolf Pillep             | 1979             | DNB 790412640 |
| Jacques-Louis David               | Gabriele Sprigath         | 1976             | DNB 760340234 |
| Edgar Degas                       | Peter Feist               | 1972             | DNB 740077481 |
| Alexander A. Deineka              | Ullrich Kuhirt            | 1974             | DNB 750147830 |
| Kate Diehn-Bitt                   | Ingrid Möller             | 1987             | DNB 871239949 |
| Otto Dix                          | Diether Schmidt           | 1977             | DNB 770394124 |
| Wilhelm Dodel                     | Gert Claußnitzer          | 1981             | DNB 810785994 |
| Fritz Duda                        | Werner Röhr               | 1980             | DNB 810226545 |
| Albrecht Dürer                    | Heinz Lüdecke             | 1970             | DNB 740011014 |
| Anton van Dyck                    | Götz Eckardt              | 1983             | DNB 840112769 |
| Franciscus Effendi                | Werner Ballarin           | 1984             | DNB 850121310 |
| Fritz Eisel                       | Herbert Letsch            | 1979             | DNB 790412624 |
| Georg Eisler                      | Gert Claußnitzer          | 1989             | DNB 891528865 |
| James Ensor                       | Henry Schumann            | 1985             | DNB 870165321 |
| Jan van Eyck                      | Albrecht Dohmann          | 1971             | DNB 740537814 |
| Lyonel Feininger                  | Andreas Hüneke            | 1989             | DNB 900012099 |
| Conrad Felixmüller                | Hellmuth Heinz            | 1978             | DNB 790206935 |
| Erich Fraaß                       | Hellmuth Heinz            | 1973             | DNB 740517287 |
| Wolfgang Frankenstein             | Gerburg Förster           | 1976             | DNB 770293344 |
| Jean-Honoré Fragonard             | Ingrid Wenzkat            | 1989             | DNB 900012129 |
| Piero della Francesca             | Diether Schmidt           | 1979             | DNB 790371456 |
| Fritz Freitag                     | Ingrid Schulze            | 1983             | DNB 840721072 |
| Caspar David Friedrich            | Irma Emmrich              | 1971             | DNB 740539140 |
| Johann Heinrich Füßli             | Peter Hannig              | 1986             | DNB 870711431 |
| Thomas Gainsborough               | Ingeburg Schwibbe         | 1986             | DNB 870687263 |
| Paul Gauguin                      | Alfred Langer             | 1983             | DNB 831035145 |
| Buonaventura Genelli              | Hans Ebert                | 1987             | DNB 880578866 |
| Hanns Georgi                      | Manfred Schober           | 1989             | DNB 891541896 |
| Erich Gerlach                     | Hellmuth Heinz            | 1984             | DNB 850102014 |
| Giorgione                         | Angelo Walther            | 1979             | DNB 800207777 |
| Giotto di Bodone                  | Dieter Gleisberg          | 1973             | DNB 740539159 |
| Hermann Glöckner                  | Werner Schmidt            | 1982             | DNB 830207244 |
| Hugo van der Goes                 | Margarete Domscheit       | 1976             | DNB 760340226 |
| Dieter Goltzsche                  | Gudrun Schmidt            | 1988             | DNB 881064084 |
| Francisco Goya                    | Harry Kieser              | 1972             | DNB 740517309 |
| Anton Graff                       | Peter Betthausen          | 1973             | DNB 740119893 |
| Hans Baldung Grien                | Sigrid Walther            | 1975             | DNB 760303207 |
| Hans Grundig                      | Günter Feist              | 1979             | DNB 800157346 |
| Matthias Grünewald                | Heinz Lüdecke             | 1972             | DNB 740537784 |
| Herta Günther                     | Ingrid Wenzkat            | 1983             | DNB 840721080 |
| Otto Gussmann                     | Kurt Proksch              | 1989             | DNB 900949473 |
| Jakob Philipp Hackert             | Angelika Förster          | 1980             | DNB 810242478 |
| Karl Hagemeister                  | Frank Schmieder           | 1987             | DNB 890177287 |
| Harald Hakenbeck                  | Ursula Horn               | 1973             | DNB 740517295 |
| Frans Hals                        | Magdalena George          | 1984             | DNB 850063744 |
| Werner Haselhuhn                  | Hellmuth Heinz            | 1979             | DNB 790413795 |
| Johann Peter Hasenclever          | Wolfgang Hütt             | 1983             | DNB 840064179 |
| Christian Hasse                   | Gert Claußnitzer          | 1985             | DNB 870165550 |
| Erich Heckel                      | Horst Jähner              | 1975             | DNB 760130590 |
| Bernhard Heisig                   | Renate Hartleb            | 1975             | DNB 750416645 |
| Bert Heller                       | Lothar Lang               | 1970             | DNB 730023249 |
| Ludwig von Hofmann                | Klaus Hammer              | 1988             | DNB 890093016 |
| Karl Hofer                        | Renate Hartleb            | 1976             | DNB 760336806 |
| Hans Holbein d. J.                | Wolfgang Hütt             | 1980             | DNB 800521331 |
| William Hogarth                   | Gisold Lammel             | 1985             | DNB 850732921 |
| Wilhelm Höpfner                   | Helgard Sauer             | 1988             | DNB 881064033 |
| Wolf Huber                        | Sigrid Walther            | 1985             | DNB 850732913 |
| Willy Jaeckel                     | Anneliese Märkisch        | 1974             | DNB 750153857 |
| Hans Jüchser                      | Brigitte Jähner           | 1980             | DNB 810226537 |
| Angelika Kauffmann                | Gisold Lammel             | 1987             | DNB 880578874 |
| Georg Friedrich Kersting          | Gerburg Förster           | 1981             | DNB 820068586 |
| Gustav Klimt                      | Karla Bilang              | 1977             | DNB 200739573 |
| Otto Knöpfer                      | Helmut Scherf             | 1982             | DNB 830207953 |
| Joseph Anton Koch                 | Hans-Joachim Neidhardt    | 1977             | DNB 770395325 |
| Johannes Kotte                    | Gert Claußnitzer          | 1988             | DNB 881064068 |
| Rolf Krause                       | Heinz Quinger             | 1983             | DNB 840722974 |
| Bernhard Kretzschmar              | Diether Schmidt           | 1970             | DNB 730058549 |
| Karl Kröner                       | Angelo Walther            | 1974             | DNB 750255862 |
| Paul Kuhfuss                      | Roland März               | 1980             | DNB 810228114 |
| Karlheinz Kuhn                    | Hannelore Gärtner         | 1986             | DNB 870031546 |
| Hans Süß von Kulmbach             | Sigrid Walther            | 1981             | DNB 820093041 |
| Wilhelm Lachnit                   | Friedegund Weidemann      | 1983             | DNB 840722036 |
| Hermann Lange                     | Hellmuth Heinz            | 1988             | DNB 881064041 |
| Wilhelm Leibl                     | Alfred Langer             | 1979             | DNB 790373475 |
| Walter Leistikow                  | Karla Bilang              | 1989             | DNB 900949481 |
| Max Liebermann                    | Gisela Josten             | 1973             | DNB 740114115 |
| Max Lingner                       | Gert Claußnitzer          | 1970             | DNB 730058557 |
| Jean-Étienne Liotard              | Harald Marx               | 1980             | DNB 800521641 |
| Stephan Lochner                   | Christa-Maria Dreißiger   | 1986             | DNB 860817067 |
| Heinz Lohmar                      | Manfred Altner            | 1981             | DNB 810786001 |
| Carl Lohse                        | Frank Tiesler             | 1978             | DNB 780342984 |
| Claude Lorrain                    | Ingrid Schulze            | 1984             | DNB 850284376 |
| Ștefan Luchian                    | Beatrice Bednarik         | 1989             | DNB 891528857 |
| Franz Marc                        | Horst Jähner              | 1972             | DNB 740077473 |
| Frans Masereel                    | Pierre Vorms              | 1978             | DNB 790206943 |
| Otto Manigk                       | Rudolf Mayer              | 1977             | DNB 780379411 |
| Carl Marx                         | Wolfgang Hütt             | 1978             | DNB 790005638 |
| Massaccio                         | Dieter Gleisberg          | 1981             | DNB 820060860 |
| Henri Matisse                     | Bernhard Nowak            | 1979             | DNB 800217861 |
| Wolfgang Mattheuer                | Wolfgang Hütt             | 1975             | DNB 750416548 |
| Meister der heiligen Veronika     | Christa-Maria Dreißiger   | 1987             | DNB 890177295 |
| Adolph von Menzel                 | Wolfgang Hütt             | 1971             | DNB 740539167 |
| Paul Michaelis                    | Karl Brix                 | 1974             | DNB 750259841 |
| Michelangelo Buonarroti           | Rudolf Pillep             | 1986             | DNB 860817083 |
| Michelangelo da Caravaggio        | Thomas Schinköth          | 1989             | DNB 900012110 |
| Joan Miró                         | Gabriele Muschter         | 1986             | DNB 860817059 |
| Paula Modersohn-Becker            | Gert Claußnitzer          | 1986             | DNB 870711458 |
| Amedeo Modigliani                 | Natalia Kardinar          | 1989             | DNB 900949503 |
| Max Möbius                        | Hellmuth Heinz            | 1986             | DNB 870031538 |
| Claude Monet                      | Peter Feist               | 1973             | DNB 740538233 |
| Artur Moritz                      | Hellmuth Heinz            | 1989             | DNB 891528849 |
| Karl Erich Müller                 | Wolfgang Hütt             | 1973             | DNB 740517317 |
| Otto Mueller                      | Horst Jähner              | 1974             | DNB 750154772 |
| Otto Nagel                        | Erhard Frommhold          | 1972             | DNB 740077465 |
| Rudolf Nehmer                     | Irma Emmrich              | 1982             | DNB 830207945 |
| Willi Neubert                     | Ullrich Kuhirt            | 1973             | DNB 740517325 |
| Otto Niemeyer-Holstein            | Ulrike Görner             | 1974             | DNB 750267178 |
| Charlotte E. Pauly                | Klaus Werner              | 1984             | DNB 850056969 |
| Antoine Pesne                     | Götz Eckardt              | 1985             | DNB 850737109 |
| Pablo Picasso                     | Diether Schmidt           | 1974             | DNB 740378317 |
| Nicolas Poussin                   | Ursula Feist              | 1977             | DNB 740537792 |
| Ferdinand von Rayski              | Erhard Frommhold          | 1976             | DNB 770199186 |
| José Renau                        | Eva-Maria Thiele          | 1975             | DNB 760165629 |
| Pierre-Auguste Renoir             | Peter Feist               | 1976             | DNB 770199151 |
| Karl Ortelt                       | Helmut Scherf             | 1986             | DNB 870031511 |
| Raffael                           | Ursula Feist              | 1972             | DNB 740110519 |
| Rembrandt van Rijn                | Günter Feist              | 1974             | DNB 750153865 |
| Ilja Repin                        | Volker Frank              | 1975             | DNB 760130612 |
| Ludwig Richter                    | Hans-Joachim Neidhardt    | 1978             | DNB 780342976 |
| Diego Rivera                      | Eva-Maria Thiele          | 1976             | DNB 201009188 |
| Christian Rohlfs                  | Dieter Gleisberg          | 1978             | DNB 780342968 |
| Jefim Rojak                       | Manfred Meng              | 1990             | DNB 910122776 |
| Georges Rouault                   | Klaus Hammer              | 1988             | DNB 890416109 |
| Peter Paul Rubens                 | Gabriele Sprigath         | 1980             | DNB 810242516 |
| Philipp Otto Runge                | Hannelore Gärtner         | 1978             | DNB 780342992 |
| Martiros Sarjan                   | Alexander Kamenski        | 1975             | DNB 200150030 |
| Gottlieb Schick                   | Gisold Lammel             | 1984             | DNB 850121299 |
| Egon Schiele                      | Gabriele Muschter         | 1988             | DNB 890071977 |
| Karl Schmidt-Rottluff             | Karl Brix                 | 1987             | DNB 880578882 |
| Wilhelm Schmied                   | Ingrid Schulze            | 1980             | DNB 810233401 |
| Martin Schongauer                 | Gert Söder                | 1984             | DNB 850063736 |
| Ewald Schönberg                   | Hellmuth Heinz            | 1977             | DNB 780379527 |
| Georg Schrimpf                    | Renate Hartleb            | 1984             | DNB 850056977 |
| Carl Schuch                       | Frank Schmieder           | 1988             | DNB 890302944 |
| Eva Schulze-Knabe                 | Eva-Maria Herkt           | 1977             | DNB 780379381 |
| Kurt Schütze                      | Hannelore Gärtner         | 1978             | DNB 790206927 |
| Kurt Schwitters                   | Klaus Werner              | 1987             | DNB 890177309 |
| Arthur Segal                      | Hermann Exner             | 1985             | DNB 870165348 |
| Hercules Segers                   | Christian Dittrich        | 1988             | DNB 890416087 |
| Georges Seurat                    | Karla Bilang              | 1987             | DNB 890177317 |
| Paul Signac                       | Herbert Wotte             | 1987             | DNB 880578858 |
| Alfred Sisley                     | Natalia Kardinar          | 1979             | DNB 800217837 |
| Willi Sitte                       | Wolfgang Hütt             | 1976             | DNB 760336792 |
| Max Slevogt                       | Magdalena George          | 1981             | DNB 820679062 |
| Konrad von Soest                  | Margarete Domscheit       | 1988             | DNB 890416095 |
| Carl Spitzweg                     | Peter Hannig              | 1984             | DNB 850284392 |
| Robert Sterl                      | Natalia Kardinar          | 1977             | DNB 770392717 |
| Heinz Tetzner                     | Karl Brix                 | 1981             | DNB 810805111 |
| Hans Thoma                        | Ulrike Krenzlin           | 1981             | DNB 820068578 |
| Lajos Tihanyi                     | Krisztina Passuth         | 1977             | DNB 780379543 |
| Tintoretto                        | Angelo Walther            | 1973             | DNB 740119974 |
| Tizian                            | Angelo Walther            | 1979             | DNB 790373483 |
| George de La Tour                 | Heinz Quinger             | 1983             | DNB 831117001 |
| William Turner                    | Karla Bilang              | 1985             | DNB 850737117 |
| Fritz von Uhde                    | Albert Peter Bräuer       | 1985             | DNB 870165356 |
| Hans Unger                        | Hans-Günther Hartmann     | 1989             | DNB 900949511 |
| Maurice Utrillo                   | Klaus Werner              | 1980             | DNB 810228076 |
| Diego Velázquez                   | Kurt Liebmann             | 1970             | DNB 750554266 |
| Hans Vent                         | Angelika Förster          | 1976             | DNB 770199143 |
| Jan Vermeer van Delft             | Susanne Heiland           | 1974             | DNB 740378309 |
| Leonardo da Vinci                 | Heinz Lüdecke             | 1973             | DNB 740537806 |
| Christian Leberecht Vogel         | Gerd-Helge Vogel          | 1988             | DNB 890416117 |
| Hannes H. Wagner                  | Eva Mahn                  | 1982             | DNB 830207201 |
| Ferdinand Georg Waldmüller        | Bernhard Nowak            | 1981             | DNB 820679070 |
| Antoine Watteau                   | Dorette Eckardt           | 1984             | DNB 850284406 |
| Rogier van der Weyden             | Margarete Domscheit       | 1974             | DNB 740378279 |
| James McNeill Whistler            | Karla Bilang              | 1978             | DNB 790005654 |
| Fritz Winkler                     | Hellmuth Heinz            | 1976             | DNB 201009021 |
| Emanuel de Witte                  | Walter Hertzsch           | 1980             | DNB 810228130 |
| Werner Wittig                     | Gert Claußnitzer          | 1978             | DNB 790005611 |
| Konrad Witz                       | Albrecht Dohmann          | 1979             | DNB 790371448 |
| Willy Wolff                       | Hans-Ulrich Lehmann       | 1986             | DNB 870031554 |
| Alexander Wolfgang                | Erhard Frommhold          | 1975             | DNB 750424982 |
| Walter Womacka                    | Gerhard Pommeranz-Liedtke | 1970             | DNB 730058530 |